# Le Gynéco de la mutuelle
Pour plus de détails, voir Fiche technique et Distribution.
Le Gynéco de la mutuelle  (titre original : Il medico della mutua) est un film italien réalisé par Luigi Zampa, sorti en 1968.

## Synopsis
Le Dr Guido Tersilli se retrouve à l'hôpital pour une dépression nerveuse. En fait, cela est dû au nombre disproportionné de patients que le médecin avait dans son étude. Cependant, quelques mois avant cet événement, Guido était une personne différente. Il n’était qu’un simple pédiatre à Rome qui effectuait des visites pour des enfants. Mais sa mère avait prévu pour lui un grand avenir en tant que médecin et lui avait appris à jouer dans le sale hôpital où Guido travaillait pour obtenir plus de clients pouvant être empruntés. La mutuelle est une association qui fournit aux Italiens la contribution de l'État aux médecins. En Italie, la période de croissance maximale était précisément celle des années soixante au cours de laquelle les médecins et les cliniques de première ligne ont tenté d'accumuler pour leur bien-être. nombreux clients qui ont dû accumuler plus d’argent en commun. Le Docteur Tersilli d'un simple pédiatre commence à devenir un véritable médecin qui ratisse çà et là avec des clients ordinaires. Le tournant se produit lorsqu'une femme riche demande à Guido de rendre visite à son mari. Guido en profite pour courtiser la femme, alors qu'il était déjà fiancé avec une autre fille pour l'emmener sur sa liste de patients empruntés. Ainsi, Guido, sous l'envie de ses collègues, commence à gagner d'innombrables clients empruntés à la dame riche, atteignant 2 000 patients. Cependant, Guido ne peut pas soigner longtemps tout le stress dû au travail d'épuisement en cours. À l'hôpital, Guido se trouve face à face avec ses camarades ennemis qui décident de prendre soin de lui mais volent une partie des meilleurs clients avec une hypothèque. Guido Tersilli continue donc de voir ses patients, mais reste au lit et parle au téléphone.

## Fiche technique
- Titre : Le Gynéco de la mutuelle
- Titre original : Il medico della mutua
- Réalisateur : Luigi Zampa
- Sujet : Giuseppe D'Agata
- Scénario : Sergio Amidei, Alberto Sordi, Luigi Zampa
- Scénographie : Franco Velchi
- Producteur : Bruno Turchetto
- Photographie : Ennio Guarnieri
- Montage : Eraldo Da Roma
- Musique : Piero Piccioni
- Société de production : Euro International Film, Explorer Film '58
- Distribution : Euro International Film
- Pays d'origine :  Italie
- Année : 1968
- Durée : 99 min
- Audio : sonore - mono
- Genre : Comédie

## Distribution
- Alberto Sordi : docteur Guido Tersilli
- Evelyn Stewart : Anna Maria
- Bice Valori : Amelia Bui
- Sara Franchetti : Teresa
- Nanda Primavera : Celeste, mère de Guido
- Patrizia De Clara : suor Pasqualina
- Leopoldo Trieste : Pietro, un patient
- Milly Vitale : petit rôle
- Adriana Giuffrè :

## Suite
Luciano Salce a tourné une suite au film un an plus tard, Il prof. dott. Guido Tersilli primario della clinica Villa Celeste convenzionata con le mutue.